# 諏訪社 (さいたま市桜区)
諏訪社（すわしゃ）は、埼玉県さいたま市桜区の神社。

## 歴史
創建年代は不明である。ただ1369年（応安2年）の『大窪郷地頭方三分一方田畠注文』に当社所有の田畑を免税にする旨の記述があることから、室町時代前期には既に存在していたものと推測される。
「浄泉寺」が別当寺であった。浄泉寺は曹洞宗の寺院であったが、明治初期の神仏分離により、廃寺に追い込まれた。その後「薬師寺」として復活したが、1955年（昭和30年）に、これも廃寺となっている。
1873年（明治6年）、近代社格制度に基づく「村社」に列せられた。

## 交通アクセス
- 路線バス下大久保停留所より徒歩1分。